# Islamistisk terrorism i Europa
| Genomförda och planerade islamistiska attentat i Europa                  |
| ------------------------------------------------------------------------ |
| Källa: Petter Nesser, forskare vid Norska Forsvarets forskningsinstitutt |

Islamistisk terrorism i Europa är terrorattentat som utförs av militanta islamister/jihadister enskilt eller i grupp. Inom EU bär islamistisk terrorism skulden för nästan alla dödsfall och majoriteten av skadade i terrorattentat, fastän andra rörelsers terrorattentat är fler till antalet.

## Motiv
Tillsammans med politiska salafister betraktar militanta salafister eller jihadister Europa som ett område befolkat av otrogna, (dar al-kufr). För jihadister innebär detta även att Europa är ett område där det är legitimt att föra väpnad jihad, det vill säga krigshandlingar eller terrorattentat. Sådana områden går under benämningen dar al-harb, "krigsområde". Jihadister anser att de befinner sig i krig med Västvärlden och deras kampinsatser kan bestå i allt från att samla in pengar för att finansiera jihad, att utöka sin kunskap, sprida propaganda online, aktivism för fängslade jihadister till att utföra terrorattentat.
Jihadister rättfärdigar attentat i Europa av två huvudanledningar, den ena är militära interventioner i muslimska länder och den andra är vad som uppfattas som kränkningar av islam som till exempel Muhammedteckningarna. Av dessa två är den förstnämnda den mest betydelsefulla. Andra menar att militära interventioner inte är den huvudsakliga drivkraften eftersom Islamiska statens föregångare ISIL planerade terrorattentat i Europa redan innan koalitionen för att bekämpa IS (engelska: Islamic Military Counter Terrorism Coalition(en)) bildades.

## Översikt

### 1990-talet
Många av de som etablerade jihadistiska celler i Europa under 1990-talet kom som politiska flyktingar och sökte asyl.
De första jihadistiska attentaten i Europa skedde i mitten på 1990-talet då Al-Qaida-allierade algeriska GIA  (Franska: Groupe Islamique Armé(fr)) utförde en serie bombattentat i Frankrike.

### 2000-talet
Under 2000-talet var Al-Qaida den dominerande faktorn bakom islamistiska terrorattacker.
Efter Al-Qaidas attentat mot World Trade Center i New York 11 september 2001, blev Europa oftare föremål för terrorattentat utförda av islamiska extremister kopplade till Al-Qaida. Det första av dessa attentatet var bombdåden i Madrid 2004 då 191 människor dödades av bomber som placerats i pendeltåg och över 2000 skadades. Nästa attentat drabbade London 7 juli 2005 varvid 56 dödades och 700 skadades. Ytterligare ett attentatsförsök inträffade två veckor senare men bomberna detonerade inte. I augusti 2006 stoppades ett attentatsförsök då man planerat placera bomber ombord tio passagerarflygplan.

### 2010-talet och framåt
Al-Qaidas dominans fortsatte några år in på 2010-talet. Från 2014 och framåt har den islamistiska terrorn dominerats av Islamiska staten. Under perioden 2014-2018 nådde antalet jiadistiska attacker i Europa de dittills högsta nivåerna någonsin och under perioden dödades fler personer i Europa (minst 345) än under de föregående åren (minst 267).
Islamiska staten utnyttjade omständigheterna under migrationskrisen år 2015 för att smuggla terrorister bland migranterna. Det mest kända exemplet är nätverket som leddes av Abdelhamid Abaaoud(en) vilket ledde till terrordåden i Paris i november 2015 och i Bryssel mars 2016. Förutom dessa har det funnits flera tillfällen då den Islamiska staten skickade terrorister som utgav sig för att vara migranter eller rekryterade terrorister bland migranterna.
Mellan mars 2019 och mars 2020 utfördes i genomsnitt två islamistiska attentat eller attentatsförsök per månad i Europa, Ryssland ej medräknat. I dessa attentat sårades 39 personer och 12 dödades. Länderna Storbritannien, Frankrike och Tyskland var de vanligaste målen. Huvuddelen av attentaten utfördes med stickvapen. Flera attentatsförsök gjordes under Coronaviruspandemin och det första genomförda attentatet var i Frankrike.

## Lista över islamistiska terrorattentat i Europa

### 2000-talet
| Datum           | Plats     | Artikel/Benämning                               | Förlopp | Döda                | Sårade             |
| --------------- | --------- | ----------------------------------------------- | --- | ------------------- | ------------------ |
| 11 mars 2004    | Madrid    | Bombdåden i Madrid 2004                         | Tio bomber detonerade nästan samtidigt ombord på fyra pendeltåg i Madrid under rusningstid varvid 193 civila dödades och cirka 2 000 skadades. Bomberna hade placerats i ryggsäckar av en grupp islamister med kopplingar till Al-Qaida. Den 3 april dödade sju misstänkta sig själva och en polisman med en sprängladdning under en polisräd mot en lägenhet där de gömde sig.                                         | 193                 | 2000               |
| 2 november 2004 | Amsterdam | Mordet på Theo van Gogh                         | Den holländske filmregissören Theo van Gogh sköts ihjäl av islamisten Mohammed Bouyeri, medlem i den radikala Hofstadgruppen, i Amsterdam den 2 november 2004. Bouyeri sade till domstolen att han agerat utifrån religiös övertygelse och han dömdes till livstids fängelse. | 1                   |                    |
| 7 juli 2005     | London    | Bombdåden i London 2005                         | Mohammad Sidique Khan, 30, Shehzad Tanweer, 22, och 18-åriga - lämnade Leeds i en hyrbil och körde till Luton där de mötte upp en fjärde person, 19-åriga Germaine Lindsay innan de tog tåg till London. De detonerade fyra sprängladdningar, tre stycken i London Underground och en på en buss. | 52 (+4 gärningsmän) | 700+               |
| 30 juni 2007    | Glasgow   | Attacken mot Glasgow International Airport 2007 | Den 29 juni detonerade aldrig två bilbomber i centrala London, varav den ena var parkerad utanför en populär nattklubb. Ett antal försök hade gjorts att detonera sprängladdningarna vilket aldrig skedde. Dagen efter körde Bilal Abdullah och Kafeel Ahmed en brinnande bil lastad med explosiva ämnen in mot entrén till Glasgow Airport. En av terroristerna ådrog sig kraftiga brännskador och avled på sjukhuset. | 0 (1 gärningsman)   | 5                  |
| 12 oktober 2009 | Milano    | -                                               | En man från Libyen detonerade en sprängladdning vid ingången till Santa Barbara militärförläggning i Milano, efter att han stoppats av vakten. Terroristen fick svåra brännskador och en vakt skadades. |                     | 1 (+1 gärningsman) |

### 2010
År 2010 arresterades 179 personer i EU för brott relaterade till islamistisk terrorism. Av dessa arresterades 89 personer för förberedelser till terrorattentat i EU-länderna, vilket tydde på Islamistiska terrorgrupper fortlöpande planerade attentat. En tredjedel av de arresterade var födda i Nordafrika (Algeriet, Egypten, Marocko och Tunisien).
| Datum            | Plats     | Artikel/Benämning              | Förlopp | Döda              | Sårade     |
| ---------------- | --------- | ------------------------------ | --- | ----------------- | ---------- |
| 1 januari 2010   | Danmark   | Attentat mot Kurt Westergaard  | Den 1 januari 2010 försökte en 28-årig somalier med kopplingar till Al-Shabab mörda den danske serietecknaren Kurt Westergaard som levde under polisskydd efter att hans karikatyrer noterats i islamistiska cirklar. Westergaard undkom oskadd och den 4 februari 2011 dömdes attentatsmannen till 9 års fängelse. | 0                 | 0          |
| 27 juni 2010     | Bugojno   | Terroranschlag von Bugojno(de) | Den 27 juni 2010 detonerade en bomb vid en polisstation i Bugojno i Bosnien-Hercegovina, varvid en polisman dödades och åtskilliga sårades. Haris Causevic dömdes till 45 års fängelse. | 1                 | åtskilliga |
| 11 december 2010 | Stockholm | Bombdåden i Stockholm 2010     | Taimour Abdulwahab al-Abdaly som föddes i Irak detonerade en bilbomb i julhandeln i Stockholm innan han tog sitt liv med en andra bomb som han bar på kroppen. Detta var den första självmordsbombaren i Sveriges historia.                                                                                         | 0 (1 gärningsman) | 2          |

### 2011
År 2011 utförde Al Qaida inga attentat i EU-länder, men enligt Europol ökade hotet mot Tyskland och Skandinavien med andra medlemsländer som Frankrike, Spanien och Storbritannien förblev konstanta måltavlor och baser för radikala aktiviteter. Sjutton personer arresterades för förberedelser till terrorattentat. Andra gärningar som ledde till terror-relaterade gripanden inkluderade propaganda, rekrytering, vapeninnehav och finansiering av terrorism. Europol noterade en ökning av antalet gripanden för rekrytering och skickandet av konfliktresenärer till konfliktområden som gränslandet mellan Afghanistan/Pakistan och Somalia. Fler än hälften av de som arresterats var inte EU-medborgare och 14% var medborgare i Marocko och 12% medborgare i Ryssland.
| Datum       | Plats                     | Artikel/Benämning | Förlopp | Döda | Sårade |
| ----------- | ------------------------- | ----------------- | --- | ---- | ------ |
| 2 mars 2011 | Frankfurt Mains flygplats | -                 | Den 2 mars 2011 öppnade en kosovoalbansk anställd vid flygplatsen eld mot obeväpnade amerikanska soldater. Två soldater dödades och två andra blev svårt sårade. Enligt domaren vid Oberlandesgericht Frankfurt am Main(de)var detta det första attentatet i Tyskland där en gärningsman hade ett islamistiskt motiv. | 2    | 2      |

### 2012
Under året dödades åtta personer i religiöst inspirerad terrorism i sex attentat. Europol noterade också att EU-medborgare i ökande grad var måltavlor för kidnappning av terrorgrupper. EU-medborgare reser till Mellanöstern, Nordafrika, Afghanistan och Somalia för terrorrelaterade aktiviteter.
| Datum             | Plats                  | Artikel/Benämning                | Förlopp | Döda               | Sårade  |
| ----------------- | ---------------------- | -------------------------------- | --- | ------------------ | ------- |
| 11-19 mars 2012   | Toulouse och Montauban | Attentaten i Frankrike mars 2012 | Tre attentat utfördes av Mohammed Merah i Toulouse och Montauban varvid 7 personer dödades. | 7                  | 2       |
| mars 2012         | Bryssel                | -                                | Imamen för en shiamoské i Bryssel dödades i en mordbrand. | 1                  |         |
| 18 juli 2012      | Burgas flygplats       | Attentat de Bourgas(fr)          | En hemmagjord bomb detonerade och dödade fem israeliska turister, en bulgarisk medborgare och gärningsmannen. Ytterligare 37 personer sårades. Enligt utredningar av bulgariska myndigheter hade attentatet kopplingar till Hizbollah.      | 6 (+1 gärningsman) | 37      |
| 19 september 2012 | Sarcelles nära Paris   | Cannes-Torcy cell(en)            | I september kastades en handgranat in i en kosher-mataffär och i oktober 2012 arresterades en cell som planerade ytterligare attentat mot judiska mål. Ledaren för cellen, rapparen Jérémy Louis-Sidney sköts ihjäl av polis vid gripandet. | 0 (1 gärningsman)  | 1 polis |

### 2013
| Datum       | Plats      | Artikel/Benämning                 | Förlopp | Döda | Sårade |
| ----------- | ---------- | --------------------------------- | --- | ---- | ------ |
| 22 maj 2013 | Woolwich   | Murder of Lee Rigby(en)           | En soldat under permission blev knivmördad i Woolwich. Två angripare, muslimska konvertiter av nigeriansk härkomst arresterades på brottsplatsen. Angriparna hade själva planerat sitt dåd men hade kopplingar till Sharia4UK och dess tidigare inkarnation al-Muhajiroun. En av angriparna hade tidigare försökt resa till Somalia för att bli medlem i Harakat al-Shabab al-Mujahidin. | 1    |        |
| 25 maj 2013 | La Défense | Attentat de 2013 à La Défense(fr) | En Fransk soldat sårades i en knivattack i La Défense. |      | 1      |

### 2014
Från 20 december och framåt genomfördes i Frankrike en rad attacker i snabb följd där angriparna refererade till sin religion och Islamiska Staten. Attackerna genomfördes efter rekommendationer som beskrivits i terroristpropaganda.
Under året avvärjdes ett betydande antal attentat vilket ledde till att många arresterades.
| Datum       | Plats          | Artikel/Benämning                       | Förlopp | Döda              | Sårade |
| ----------- | -------------- | --------------------------------------- | --- | ----------------- | ------ |
| 24 maj      | Bryssel        | Attentatet mot judiska museet i Belgien | En fransk medborgare med rötterna i Algeriet klev in på judiska museet i Bryssel och dödade fyra människor med skjutvapen. Han greps i Marseille den 30 juni efter att ha rest dit med buss. Bland hans tillhörigheter fanns ett vapen inlindat i tyg med texten "Islamiska Staten" på arabiska, ammunition, en gasmask, en laptop, en videokamera och en inspelning där han tog på sig skulden för attentatet. I December arresterades ytterligare fem personer i Marseille. | 4                 |        |
| 20 december | Joué-lès-Tours | 2014 Tours police station stabbing(en)  | En man gick in i polisstationen i Joué-lès-Tours, vrålade "allahu akbar" och högg den vakthavande polisen med kniv. Polisen öppnade eld och sårade angriparen som fortsatte sin attack. Två andra poliser kom för att hjälpa till, de sårades och en fjärde polis öppnade eld och sköt ihjäl angriparen. Attentatet genomfördes av 20-åriga Bertrand Nzohabonayo som var fransk medborgare född i Burundi. När han konverterade till islam tog han namnet Bilal.              | 0 (1 gärningsman) | 3      |
| 21 december | Dijon          | 2014 Dijon attack(en)                   | En angripare som vrålade "allahu akbar" använde ett fordon för att köra över fotgängare under 30 minuter. Angriparen angav att han var en "krigare för Islam" och att han försvarade "barnen i Palestina och Tjetjenien". Senare undersökning konstaterade att angriparen även led av schizofreni. |                   | 11     |
| 22 december | Nantes         | -                                       | En angripare körde ett fordon in i en julmarknad varvid en person dödades och nio skadades. | 1                 | 9      |

### 2015
I EU-länder dödades 150 personer i jihadistiska terrorattentat under 2015 och antalet attentat ökade från 4 till 17. Antalet gripanden ökade från 395 år 2014 till 687 år 2015.
| Datum          | Plats                   | Artikel/Benämning                   | Förlopp | Döda               | Sårade             |
| -------------- | ----------------------- | ----------------------------------- | --- | ------------------ | ------------------ |
| 7 januari      | Paris                   | Attentatet mot Charlie Hebdo        | | 12                 | 11                 |
| 3 februari     | Nice                    | 2015 Nice stabbing(en)              | En man med kniv attackerade tre soldater som vaktar utanför judiska församlingslokaler. I häktet uttalade Moussa Coulibaly hat mot Frankrike, polisen, militären och judar. |                    | 3                  |
| 14 februari    | Köpenhamn               | Attentatet i Köpenhamn 2015         | | 2 (+1 gärningsman) |                    |
| 26 juni        | Saint-Quentin-Fallavier | Saint-Quentin-Fallavier attack(en)  | Yassin Salhi dödade och halshögg sin chef och satte upp huvudet på ett stängsel tillsammans med islamiska fanor. Han försökte begå självmord men arresterades. I december tog han livet av sig i sin fängelsecell. |                    |                    |
| 21 augusti     | Frankrike               | Attentatet mot Thalys-tåget 2015    | |                    | 3 (+1 gärningsman) |
| 17 september   | Berlin                  | Rafik Yousef(en)                    | Rafik Yousef från Irak knivhögg en kvinnlig polis och sköts sedan ihjäl av hennes kollega som öppnade eld och träffade Yousef med två skott. Angreppet skedde i Spandau i utkanten av Berlin. Den kvinnliga polisen sårades allvarligt och fick intensivvård. Islamisten Yousef hade år 2008 dömts till fängelse för medlemskap i en terroristorganisation som planerade ett mord på Iraks president Ijad Alawi och hade efter frisläppandet elektronisk fotboja. | (1 gärningsmän)    | 1                  |
| 13-14 november | Paris                   | Terrordåden i Paris i november 2015 | | 130                | > 350              |

### 2016
Under 2016 dödades 135 människor i EU av terrorattentat utförda av jihadister. EU-länder utsattes för tretton attentat varav 5 i Frankrike, 4 i Belgien och 4 i Tyskland.
Under året dödades EU-medborgare i terrorattentat utanför EU:s gränser. En självmordsbombare dödade 10 tyska turister i Istanbul den 12 januari 2016. Den 1 juli dödades 9 italienska medborgare i Bangladesh under en attack på ett bageri i Dhaka.
| Datum       | Plats         | Artikel/Benämning                                 | Förlopp | Döda                | Sårade |
| ----------- | ------------- | ------------------------------------------------- | --- | ------------------- | ------ |
| 7 januari   | Paris         | January 2016 Paris police station attack(en)      | Asylsökaren Tarek Belgacem från Tunisien attackerade en polisstation med en köttyxa och sköts ihjäl av gendarmer. Belgacem hade tidigare bott i en flyktingförläggning i tyska Recklinghausen. | (1 gärningsman)     |        |
| 11 januari  | Marseille     | -                                                 | En tonårspojke från Turkiet attackerade judisk lärare med en machete i Marseille som försvarade sig genom att skydda sig med en bok. Pojken släppte sin machete och sprang från platsen men greps av polis 10 minuter senare. |                     | 1      |
| 26 februari | Hannover      | 2016 Hanover stabbing(en)                         | En 15-årig flicka med rötterna i Marocko högg en polis med kökskniv på centralstationen i Hanover efter att poliserna hade bett henne identifiera sig. |                     | 1      |
| 22 mars     | Bryssel       | Terrordåden i Bryssel 2016                        | [ 33 ] | 32 (+3 gärningsmän) | 340    |
| 13 juni     | Magnanville   | Attentatet i Magnanville 2016                     | [ 33 ] | 2 (+1 gärningsman)  |        |
| 14 juli     | Nice          | Attentatet i Nice 2016                            | [ 33 ] | 84 (+1 gärningsman) | 450    |
| 18 juli     | Würzburg      | Würzburg train attack(en)                         | En 17-årig asylsökande från Afghanistan attackerade tågpassagerare med en yxa och en kniv i Würzburg i södra Tyskland och fem personer sårades svårt. Angriparen flydde ut ur tåget och sköts ihjäl av förföljande polis. | (1 gärningsman)     | 5      |
| 24 juli     | Ansbach       | 2016 Ansbach bombing(en)                          | En 27-årig flykting från Syrien detonerade en sprängladdning vid en uteservering efter att ha nekats inträde till en musikfestival i staden. Angriparen hade anlänt till Tyskland år 2014 och fått avslag på sin asylansökan. | (1 gärningsman)     | 15     |
| 26 juli     | nära Rouen    | Attentatet i St Étienne-du-Rouvray 2016           | Två 19-åriga jihadister beväpnade med knivar angrep en kyrka under en morgonbön och mördade en 86-årig präst och en nunna blev svårt sårad. De sköts ihjäl av fransk polis när de lämnade kyrkan. | 1 (+2 gärningsmän)  | 3      |
| 6 augusti   | Charleroi     | 2016 stabbing of Charleroi police officers(en)    | En 33-årig algerier som bott i Belgien sedan 2012 angrep två kvinnliga poliser med machete utanför en polisstation. De två poliserna sårades allvarligt men inte livshotande. Han sköts av en tredje polis och avled senare. | (+1 gärningsman)    | 2      |
| 17 augusti  | Moskva oblast | 2016 Shchelkovo Highway police station attack(en) | [ 33 ] | 1 (+ 2 gärningsmän) | 1      |
| 5 oktober   | Bryssel       | 2016 stabbing of Brussels police officers(en)     | [ 33 ] | 3 (+1 gärningsmän)  |        |
| 19 december | Berlin        | Attentatet i Berlin 2016                          | En 24-årig tunisisk medborgare, Anis Amri, använde en lastbil för att döda och skada besökare på en julmarknad i centrala Berlin. Amri korsade sedan gränsen till Nederländerna, därifrån till Belgien, därifrån till Frankrike och sedan till Italien. Amri sköts ihjäl av polis på järnvägsstationen i en förort till Milano tre dagar efter attentatet. | 12                  | 56     |

### 2017
Under året rapporterade EU-länder 33 avvärjda, misslyckade och genomförda jihadistiska terrorattentat som dödade totalt 62 offer. Utöver dessa sårades 814 offer i 14 av attentaten. Tio av attackerna ansågs ha nått terroristernas mål vilket involverade dödandet av "islams fiender" som legitimeras av jihadistisk ideologi. Tolv attentat ansågs inte ha genomförts fullt ut. Elva attacker avvärjdes, framförallt i Frankrike och Storbritannien.
| Datum        | Plats                | Artikel/Benämning                                      | Förlopp | Döda                    | Sårade             |
| ------------ | -------------------- | ------------------------------------------------------ | --- | ----------------------- | ------------------ |
| 18 mars      | Garges-lès-Gonesse   | 2017 Orly Airport attack(en)                           | | -                       | 2                  |
| 22 mars      | City of Westminster  | Attentatet i London i mars 2017                        | 52-årige Khalid Masood körde över fotgängare på Westminster Bridge med sin bil och efteråt knivhögg han en obeväpnad polisman som vaktade Houses of Parliament innan han sköts ihjäl av polis. Islamiska Statens annonserade sin delaktighet i pressmeddelanden.                                           | 5 (+1 gärningsman)      | 50                 |
| 3 april      | Sankt Petersburg     | 2017 Saint Petersburg Metro bombing(en)                | | 15 (+1 gärningsman)     | 64                 |
| 7 april      | Stockholm            | Terrordådet i Stockholm 2017                           | [ 37 ] | 5                       | 14                 |
| 20 april     | Paris                | Attentatet vid Champs-Élysées 2017                     | Karim Cheurfi, en 39-årig multikriminell man öppnade eld mot ett polisfordon parkerat på avenyn Champs-Élysées i Paris och dödade en polis. Två andra poliser och en turist sårades svårt. Cheurfi sköts ihjäl av poliser. Islamiska staten bekräftade sin inblandning i pressmeddelanden.                 | 1 polis (1 gärningsman) | 3                  |
| 22 maj       | Manchester           | Attentatet i Manchester 2017                           | En 22-årig självmordsbombare som fötts i Storbritannien av libyska föräldrar detonerade en sprängladdning och dödade 22 människor i ett attentat mot en konsertarena i Manchester. 512 personer varav ett antal barn sårades i attentatet. Islamiska staten bekräftade sin inblandning i pressmeddelanden. | 22                      | 512                |
| 3 juni       | London               | Attentaten på och vid London Bridge i London juni 2017 | [ 37 ] | 5 (+3 gärningsmän)      | 48                 |
| 6 juni       | Paris                | 2017 Notre-Dame de Paris attack(en)                    | | 0                       | 1 (+1 gärningsman) |
| 19 juni      | Paris                | June 2017 Champs-Élysées car ramming attack(en)        | | (1 gärningsman)         |                    |
| 20 juni      | Bryssel              | June 2017 Brussels attack(en)                          | | (1 gärningsman)         |                    |
| 28 juli      | Hamburg              | 2017 Hamburg knife attack(en)                          | Den 26-årige asylsökande palestiniern Ahmad A som fått avslag angrep och dödade en person med kniv i en mataffär. Sedan attackerade han fotgängare ute på gatan och sårade sex. | 1                       | 6 (+1 gärningsman) |
| 9 augusti    | Levallois-Perret     | Attentatet i Levallois-Perret 2017                     | |                         | 6 (+1 gärningsman) |
| 17 augusti   | Barcelona och Cambil | Attentaten i Katalonien 2017                           | | 16 (+8 gärningsman)     | 152                |
| 18 augusti   | Åbo                  | Terrordådet i Åbo 2017                                 | | 2                       | 8 (+1 gärningsman) |
| 25 augusti   | Bryssel              | August 2017 Brussels attack(en)                        | |                         |                    |
| 15 september | London               | Parsons Green bombing(en)                              | |                         | 30                 |
| 1 oktober    | Marseille            | Marseille stabbing(en)                                 | | 2 (+1 gärningsman)      |                    |

### 2018
Under 2018 genomfördes 7 attentat i EU-länder: 3 i Frankrike, 2 i Nederländerna, ett i Belgien och ett i Storbritannien. I attentaten dödades 13 människor och 46 sårades.
Hälften av angriparna var födda utanför EU och angriparnas medelålder var 26.
 

Enligt danska Politiets Efterretningstjeneste (PET) var flera av terrorister i Europa asylsökare som fått avslag på sin ansökan enligt PET:s rapport från 2018. Avslag på asylansökan var även en utlösande faktor för andra former av våld.
| Datum       | Plats                  | Artikel/Benämning                       | Förlopp | Döda               | Sårade             |
| ----------- | ---------------------- | --------------------------------------- | --- | ------------------ | ------------------ |
| 23 mars     | Carcassonne och Trèbes | Carcassonne and Trèbes attack(en)       | Radouane Lakdim, en 26-årig marockansk man sårade en bilförare och dödade en bilpassagerare Carcassonne och tog fordonet de färdades i. Senare sköt han och sårade fyra poliser i närheten av en militärförläggning. Efteråt angrep han en mataffär i Trèbes där han dödade två kunder, sårade ytterligare fler och tog ett antal som gisslan. Överstelöjtnant Arnaud Beltrame vid Gendarmerie nationale som överlämnade sig själv i utbyte sköts och höggs med kniv av Lakdim. Mataffären stormades av specialstyrkan GIGN (Groupe d’intervention de la gendarmerie nationale) som sköt ihjäl Lakdim. Beltrame avled på sjukhus av sina skador och dekorerades postumt för sitt mod. | 4 (+1 gärningsman) | 15                 |
| 5 maj       | Haag                   | -                                       | En man sårade tre personer svårt med kniv på järnvägsstationen Hollands Spoor i Haag. Han sköts i benen av polis som sedan tog angriparen i förvar. |                    | 3 (+1 gärningsman) |
| 12 maj      | Paris                  | 2018 Paris knife attack(en)             | En 20-årig fransk medborgare ursprungligen från Tjetjenien dödade en person och sårade ett flertal med kniv innan han sköts ihjäl av polis. Islamiska staten tog på sig skulden för dådet och publicerade en video där han bekräftade sitt medborgarskap i Islamiska staten. | 1 (+1 gärningsman) | 4                  |
| 29 maj      | Liège                  | 2018 Liège attack(en)                   | En 31-årig man som släppts i förtid från fängelse dagen innan angrep två kvinnliga poliser med kniv och tog ett av deras skjutvapen. Han sköt ihjäl poliserna och en bilpassagerare med vapnet han tagit. Han tog en kvinna som gisslan och gömde sig i en skolbyggnad. När han lämnade byggnaden sårade han flera poliser och han sköts ihjäl av polis. Islamiska staten bekräftade sin inblandning i publikationer. Gärningsmannen hade konverterat till islam och radikaliserats när han var fängslad för narkotikabrott. | 4 (+1 gärningsman) | 4                  |
| 31 augusti  | Amsterdam              | 2018 Amsterdam stabbing attack(en)      | Jawed S, en afghansk flykting med uppehållstillstånd i Tyskland högg två 38-åriga amerikanska turister med kniv på järnvägsstationen i Amsterdam. Ögonblick senare ingrep poliser som redan hade Jawed S under övervakning. De öppnade eld och attacken stoppades då han inom nio sekunder från attentatets början träffades. Jawed S motiverade sin attack med att islam ofta förolämpas i Nederländerna. |                    | 2 (+1 gärningsman) |
| 11 december | Strasbourg             | 2018 Strasbourg attack(en)              | Chérif Chekatt, en 29-årig fransk medborgare av algeriskt ursprung beväpnad med ett skjutvapen och en kniv angrep fotgängare nära julmarknaden i Strasbourg. Chekatt sårades av polisens eldgivning innan han lyckades fly. Efter två dagars jakt dödades gärningsmannen i Strasbourg. Ett flertal individer arresterades, inklusive personen som sålt skjutvapnet. | 5                  | 11                 |
| 31 december | Manchester             | Manchester Victoria stabbing attack(en) | Den 25-årige Mahdi Mohamud från Somalia beväpnad med en kökskniv högg och sårade tre personer, inklusive en polis, på järnvägsstationen Manchester Victoria. Han vrålade "Allahu akbar" och "long live the caliphate" under sin attack. Mahdi angreps med pepparspray innan poliserna Tom Wright och Lee Valentine dök upp sekunder senare och sköt Mohamud med ett elchockvapen, vilket misslyckades med att inkapacitera honom. Lee Valentine blev huggen i axeln innan Mohamud kunde brottas till marken och arresteras. Myndigheter konstaterade att han hade ett terrormotiv. I häktet konstaterades Mohamud vara vid sina sinnens fulla bruk och han erkände sig skyldig till tre mordförsök under rättegången. Enligt utredarna hade Mohamud börjat planera sitt attentat efter ett familjebesök i Somalia. |                    | 3                  |

### 2019
Under 2019 utfördes 21 islamistiska attentat i EU:s medlemsländer varvid tio personer dödades och 26 personer sårades. Alla som dödades i terrorattentat år 2019 dog i islamiska terrorattentat jämte 26 av de totalt 27 som sårades. Tre attentat fullbordades, fyra misslyckades och 14 förhindrades.
En trend under året var att jihadister i Europa och runt om i världen började samla in pengar åt kvinnor som var medborgare i Islamiska Staten som satt i läger upprättade av Syrian Democratic Forces(en).
Flera terrorattentat har utförts av jihadister som släppts fria efter sina fängelsestraff konstaterade Nederländska säkerhetstjänsten AIVD(nl) i sin årsrapport 2019.

#### Fullbordade attentat 2019
| Datum        | Plats            | Artikel/Benämning                             | Förlopp | Döda      | Sårade             |
| ------------ | ---------------- | --------------------------------------------- | --- | --------- | ------------------ |
| 5 mars       | Condé-sur-Sarthe | Attentat de la prison de Condé-sur-Sarthe(fr) | [ 49 ] | 1         | 2 (+1 gärningsman) |
| 18 mars      | Utrecht          | Spårvagnsattentatet i Utrecht                 | [ 49 ] | 4         |                    |
| 24 maj       | Lyon             | 2020 Lyon bombing(en)                         | En 23-årig algerisk student som bodde illegalt i Oullins detonerade en sprängladding på gågatan i Lyon varvid 13 personer sårades. |           | 13                 |
| 17 september | Milano           | -                                             | En 23-årig migrant från Jemen knivhögg en soldat i halsen och i ryggen innan soldatens kollegor och en förbipasserande man från Senegal stoppade angriparen, i ett attentat som utspelade sig på Stazione di Milano Centrale. |           | 1                  |
| 3 oktober    | Paris            | Paris police headquarters stabbing(en)        | En IT-specialist som arbetade på en av polisens underrättelseenheter knivhögg och dödade fyra anställda innan han sköts ihjäl. Han hade konverterat till Islam 2008 och hade gjort flera nedsättande kommentarer om satirmagasinet Charlie Hebdo när det utsattes för ett attentat i januari 2015. Attentatet omnämndes i IS veckoblad al Naba. | 4         |                    |
| 4 november   | Rom              | -                                             | En 26-årig medborgare i Liberia avfyrade en flaskraket (Engelska: bottle rocket) mot patrullerande soldater som arresterade honom. Man fann ytterligare en flaska fylld med bensin i hans ryggsäck. Han hade uppehållstillstånd som alternativt skyddsbehövande.                                                                                |           |                    |
| 29 november  | London           | 2019 London Bridge stabbing(en)               | 28-årige Usman Khan(en) som släppts ur fängelse på permission angrep fotgängare och dödade två med kniv vid Fishmonger's Hall(en) iklädd en bombbältesatrapp. Sedan sprang han ut på London Bridge där han tacklades av förbipasserade innan han sköts ihjäl av polis.                                                                          | 2 (+1 gm) | 3                  |

#### Avvärjda attentat 2019
- 30 januari, Schleswig-Holstein : tre irakiska flyktingar arresterades i Dithmarschen då de av IS inspirerats till att genomföra ett sprängattentat. Två av de gripna Shahin F och Hersh F som båda var 23 år och kusiner övervakades av Bundeskriminalamt och den tredje Sarkawt N (36) hjälpte kusinerna med förberedelser. De åtalades i Oberlandesgericht Hamburg(de) för att ha försökt införskaffa tio kilo sprängmedel och köra in en bil i en folkmassa.[49][51][52]
- 25 mars : två män 21 och 31 år gamla med franska medborgarskap arresterades för att ha planlagt ett attentat mot skolor och polis.[49]
- 3 juli, Luton : Mohiussunnath Chowdhury arresterades i Luton d[ han planerade ett attentat mot Madam Tussauds och London Pride.[49]
- 23 juli, Châteaudun : Två fångar och en medhjälpare som släppts fri tidigare under 2019 arresterades för att attentatsplaner. De hade fängslats för terrorpropaganda och för att försöka resa till konfliktområden.[49][53][54]
- 23 september, Paris : Tre män arresterades när de planerade attentat mot kända monument i Paris.[49]
- 16 oktober, London : 36-åriga kvinnan  Safiyya Amira Shaikh(en)  arresterades för att ha planlagt en självmordsbombattentat mot St Paul's Cathedral i London. I juli 2020 dömdes Shaikh till livstids fängelse.[49][55]
- 12 november, Offenbach : tre män i åldrarna 21, 22 och 24 arresterades för att ha planlagt ett attentat som inspirerats av Islamiska staten.[49][56]
- 19 november, Berlin : en 26-årig syrier arresterades i Berlin för att planera ett attentat inspirerat av IS. Han hade införskaffat kemikalierna som krävdes för att tillverka en bomb och hade instruktioner för bombtillverkning i sin ägo. Han hade tagit sig in illegalt i Tyskland via Bulgarien år 2014.[49]
- 25 november, Haag : Två män med nederländskt respektive iranskt medborgarskap arresterades i Haag och Zoetermeer för attentatsförberedelser. De planerade attacker med bombvästar och en bilbomb som skulle ägt rum i december i Nederländerna.[49]
- 11 december Danmark : 22 personer arresterades på flera orter i Danmark som hade planerat två attentat Danmark eller andra europeiska länder.[49]

### 2020
Under året genomförde jihadister tio attentat varvid 12 personer dödades och 47 sårades vilket var en fördubbling av antalet attentat från föregående år. Utöver de genomförda attentaten avvärjdes fyra attentat av säkerhetsstyrkor i EU Den vanligaste formen av islamistiska attentat i EU, Schweiz och Storbritannien år 2020 var attacker på allmän plats med civila som mål. Sex knivattentat och ett attentat med skjutvapen genomfördes under året, men även mordbrand och fordonsattacker förekom. Under året arresterades 254, i samband med islamistisk terrorism vilket var en minskning från föregående år.
Alla islamistiska angripare i EU och Storbritannien var män i åldrarna 18-33 och en trolig attack i Schweiz utfördes av en kvinna. Fem av de tio identifierade angriparna kom in i EU som asylsökare eller illegala invandrare och i fyra fall hade de vistats i EU flera år före attentatet. Fem av attentaten i Österrike, Tyskland och Stobritannien involverade angripare som frisläppts ur fängelse.
De tre attentaten i Paris, Conflans-Sainte-Honorine och Nice skedde efter antifransk efter att Charlie Hebdo ompublicerade sina Muhammed-karikatyrer.
Terrornätverk utanför EU fortsatte att publicera propaganda som uppmuntrar till attentat i västländer. IS-anhängares förmåga att föra ut sitt budskap efter myndighetsinsatser mot  internettjänsten Telegram i november 2019.

#### Fullbordade attentat 2020
| Datum          | Plats                    | Artikel/Benämning                               | Förlopp | Döda      | Sårade |
| -------------- | ------------------------ | ----------------------------------------------- | --- | --------- | ------ |
| 3 januari      | Villejuif                | Attentat du 3 janvier 2020 à Villejuif(fr)      | I januari 2020 attackerade en fransk konvertit till Islam fotgängare med kniv i en park i Villejuif (Val-de-Marne) och sköts ihjäl av polis. En person dödades och två sårades. | 1 (+1 gm) | 2      |
| 9 januari      | Whitemoor prison         |                                                 | Två intagna i HM Whitemoor prison(en) i klädda bombbältesatrapper angrep anställda med improviserade vapen och sårade fångvaktare och en sjuksköterska. |           | flera  |
| 2 februari     | London                   | 2020 Streatham stabbing(en)                     | Sudesh Mamoor Faraz Amman som nyligen släppts ut ur fängelse där han avtjänat ett straff för terrorbrott knivhögg förbipasserade i södra London. Han sköts ihjäl av polis. Polisen fann en IS-flagga i hans rum och han hade försökt radikalisera sina två yngre bröder som var 11 respektiver 15 år gamla. |           | flera  |
| 4 april        | Romans-sur-Isère         | Attentat du 4 avril 2020 à Romans-sur-Isère(fr) | I april 2020 filrmade den sudanesiske flyktingen Abdallah Ahmed-Osman sig själv under bön och postade på sociala medier. Sedan tog han sig in till centrala Romans-sur-Isère och attackerade personer utanför en tobaksaffär och ett bageri med kniv. Två personer dödades och fem sårades, varav tre allvarligt. Bland terroristens tillhörigheter fanns en skrift där terroristen beklagade sig över att bo i ett land av otrogna. Han kom till Frankrike som flykting och fick uppehållstillstånd år 2017. | 2         | 5      |
| 27 april       | Colombes                 | Attaque du 27 avril 2020 à Colombes(fr)         | I april 2020 rammades franska trafikpoliser på sina motorcyklar av en man deklarerat sin lojalitet med Islamiska staten. En av poliserna sårades svårt i angreppet. Den misstänkte var tidigare dömd för grov våldsbrottslighet. |           | 3      |
| April-Maj 2020 | Waldkraiburg             |                                                 | Under april och maj 2020 genomfördes en serie brandattentat mot turkiskägda verksamheter i Waldkraiburg i Bayern. I ett av brandattentaten mot en grönsaksaffär sårades sex personer som bodde i samma byggnad. När han greps fann polisen rörbomber, ammunition och flera kilo sprängmedel. Attentatsmannen var född i Tyskland av kurdiska föräldrar och utvecklade över tid ett hat mot turkista staten och dess agerande i Syriska inbördeskriget. |           | 6      |
| 20 juni        | Reading                  | 2020 Reading stabbings(en)                      | [ 57 ] | 3         | 3      |
| 17 augusti     | Berlin                   | Amokfahrt auf der Berliner Stadtautobahn(de)    | I augusti 2020 orsakade en 30-årig irakisk asylsökare ett antal bilolyckor som sårade sex personer på A100-motorvägen i Berlin. |           | 6      |
| 12 september   | Morges                   | 2020 Morges stabbing(en)                        | [ 57 ] | 1         |        |
| 25 september   | Paris                    | Attaque du 25 septembre 2020 à Paris(fr)        | I september 2020 angrep en 18-årig man ifrån Pakistan två män med köttyxa i centrala Paris och sårade dem allvarligt och flydde. Han greps nära metrostationen Richard-Lenoir timmar senare. Angreppet skedde vid satirmagasinet Charlie Hebdos gamla redaktion på samma dag som en rättegång mot en misstänkt i Attentatet mot Charlie Hebdo påbörjades. Inrikesminister Gerald Darmanin(fr) bekräftade samma kväll att det rörde sig om ett islamistiskt terroristattentat och kallade attacken "ett nytt blodigt angrepp på vårt land".                                                                                               |           | 2      |
| 4 oktober      | Dresden                  | 2020 Dresden knife attack(en)                   | En 20-årig man ifrån Syrien angrep två homosexuella tyska män från Nordrhein-Westfalen med kniv i Dresden i oktober 2020, den ene mördades och den andre sårades livshotande varefter angriparen flydde. Angriparen kunde identifieras och gripas av tysk polis tre veckor via DNA-spår. Angriparen, Abdullah A, sökte asyl som ensamkommande barn i Tyskland år 2015 under migrationskrisen i Europa. År 2018 dömdes han till fängelse av Oberlandesgericht för att ha spridit propaganda för Islamiska staten (IS) men släpptes fri i september 2020. Oberlandesgericht Dresden(de) dömde Abdulla A till livstids fängelse i maj 2021. | 1         | 1      |
| 16 oktober     | Conflans-Sainte-Honorine | Mordet på Samuel Paty                           | Knivattentat | 1         |        |
| 29 oktober     | Notre Dame de Nice       | Terrorattentatet i Nice 2020                    | Knivattentat | 3         |        |
| 2 november     | Wien                     | Terrorattentatet i Wien 2020                    | Skjutning | 5         | ~ 20   |
| 24 november    | Lugano                   |                                                 | Två kvinnor angreps med kniv i Lugano i Schweiz av en 28-årig kvinna. Hon försökte strypa det första offret och det andra offret fick svåra skador när hon skar henne i halsen. |           | 2      |

#### Avvärjda attentat 2020
- 20 januari, Brest i Frankrike: sju män arresterades då de misstänktes planera ett attentat med många dödsoffer. Bland de gripna fanns fyra franska medborgare, en marockan, en syrier och en tunisier.[57]
- 15 apri, Nordrhein-Westfalen i Tyskland: fyra medborgare i Tadzjikistan i åldrarna 24-34 arresterades då de haft kontakt med ledare från Islamiska Staten i Afghanistan som instruerade dem till att angripa civila och amerikansk militär i Tyskland.[57]
- 27 oktober, Farébersviller i Frankrike: en minderårig fransk medborgare arresterades då denne planerade ett attentat.[57]
- 31 oktober, Eupen och Kelmis (La Calamine) i Belgien: en 16-åriong från Kosovo och en 17-årig tjetjen arresterades då de planerade ett knivattentat mot poliser. De hade spelat en video med en lojalitetsförklaring till Islamiska Staten.[57]

### 2021
| Datum    | Plats       | Artikel/Benämning       | Förlopp | Döda                   | Sårade |
| -------- | ----------- | ----------------------- | --- | ---------------------- | ------ |
| 23 april | Rambouillet | Knivdådet i Rambouillet | Den 36-årige Jamel Gorchene från Tunisien dödade Stéphanie Monfermé vid ingången till polisstationen i Rambouillet utanför Paris. Gorchene sköts ihjäl av Monfermés kollegor. Monfermé dekorerades postumt med Hederslegionen.[källa behövs] | 1 offer (+1 terrorist) | 0      |

### 2023
| Datum      | Plats   | Artikel/Benämning               | Förlopp | Döda                   | Sårade |
| ---------- | ------- | ------------------------------- | ------- | ---------------------- | ------ |
| 16 oktober | Bryssel | Terrorattentatet i Bryssel 2023 | [ 68 ]  | 2 offer (+1 terrorist) | 1      |